# Ewa Strömberg
Ewa Strömberg, sist folkbokförd som Eva Louise Hägglund, född 13 januari 1940, död 24 januari 2013, var en svensk skådespelare. Hon medverkade först i några svenska filmer av mainstream-karaktär innan hon gjorde karriär utomlands i bland annat filmer av Jess Franco. Hon är mest känd för Vampyros Lesbos (1971).

## Filmografi
- 1959 – Ryttare i blått
- 1959 – Raggare!
- 1963 – Kärlek i Stockholm
- 1965 – Ett sommaräventyr
- 1965 – En historia till fredag (TV-serie)
- 1966 – Brille und Bombe – Bei uns liegen Sie richtig!
- 1967 – Mördaren – en helt vanlig person
- 1967 – Der Mönch mit der Peitsche
- 1968 – Im Banne des Unheimlichen
- 1968 – Kampf um Rom I
- 1968 – Erotik auf der Schulbank
- 1969 – Kampf um Rom II – Der Verrat
- 1969 – Der Mann mit dem Glasauge
- 1969 – Die Hochzeitsreise
- 1971 – Vampyros Lesbos
- 1971 – Sie tötete im Ekstase
- 1971 – Der Teufel kam aus Akasava
- 1971 – X312 – Flug zur Hölle
- 1972 – Dr. M schlägt zu
- 1972 – Zum zweiten Frühstück: Heiße Liebe
- 1972 – Hochzeitsnacht-Report